# Plagiotriptus loricatus
Plagiotriptus loricatus is een rechtvleugelig insect uit de familie Thericleidae. De wetenschappelijke naam van deze soort is voor het eerst geldig gepubliceerd in 1945 door Rehn & Rehn.